# 10-я стрелковая дивизия внутренних войск НКВД (2-го формирования)
10-я стрелковая дивизия внутренних войск НКВД, формирования 1944 года — воинское соединение СССР в Великой Отечественной войне.
Сформирована в апреле 1944 года в городе Сарны на основе Сухумской стрелковой дивизии внутренних войск НКВД (в/ч 3211). Дислоцировалась в городах Сарны, Гродно, Ошмяны. В июле 1946 года расформирована в городе Ошмяны.

## История
10-я стрелковая дивизия ВВ НКВД СССР была сформирована в соответствии с «мобилизационным планом 1941 года» как 36-я бригада ВВ НКВД, а в марте 1942 года переформирована в 41-ю дивизию войск НКВД по охране железных дорог. В июле 1942 года управление дивизии передислоцировано в г. Армавир, а затем в г. Грозный. В сентябре 1942 года на базе полков 41-й дивизии сформирована Сухумская дивизия, которая в марте – июне 1943 года, находясь в подчинении 57-й, затем 9-й и 37-й армий, участвовала в боях на Кубани. В марте 1944 года Сухумская дивизия в составе 34-го мотострелкового полка, 267, 273 и 284-го стрелковых полков передислоцирована в Ровенскую область, где в соответствии с приказом НКВД СССР от 12 апреля 1944 года была переименована в 10-ю стрелковую дивизию ВВ НКВД СССР.
- c 1 января по 15 июня 1945 года на территории Западной Белоруссии части дивизии задержали 40 изменников Родины, 411 бандитов, 514 бандспособников, 139 участников националистического польского подполья (АК), 127 связных националистического польского подполья.
- Борьба с подпольем УПА[3].

## Состав
- 34-й мотострелковый полк
- 266-й стрелковый полк
- 267-й стрелковый полк
- 274-й стрелковый полк
- 276-й стрелковый полк

## Командиры
- Григорий Михайлович Ширяев (с 1944), полковник